# OBRAZ – Obránci zvířat
OBRAZ – Obránci zvířat je nestátní nezisková organizace zabývající se ochranou zvířat. Zaměřuje se také na prosazování legislativních změn a dalších systémových reforem a na vzdělávání veřejnosti. Na svých oficiálních stránkách spolek uvádí, že jeho vizí je společnost, která nebude zvířata vnímat jako zdroje lidského užitku, ale jako živé bytosti s vlastními zájmy, které mají být z etických důvodů respektovány. Dále zde také uvedl, že se při své činnosti hlásí bezvýhradně k principu nenásilí a respektu k demokratickým hodnotám, které považuje za základ jakéhokoli legitimního úsilí za společenskou změnu k lepšímu.
Podle OBRAZu byl jeho vznik inspirován dlouholetou činností hnutí za ochranu zvířat v Rakousku, zejména spolku VGT – Verein gegen Tierfabriken.

## Regionální skupiny
Součástí činnosti spolku je zapojení dobrovolníků z celé ČR. Aktivisté pořádají v regionech pravidelné akce, které slouží k šíření osvěty a navazování kontaktu s veřejností. Regionální skupiny aktuálně působí v Praze, Brně, Ostravě, Liberci, Hradci Králové a Plzni.

## Probíhající kampaně

### Jak to snáší?
Kampaň je zaměřena proti klecovým chovům slepic v ČR. Byla spuštěna v červnu 2018 zveřejněním záběrů ze čtyř z nich v pořadu 168 hodin. Základem kampaně je výzva českým supermarketům a další firmám, aby přestaly vejce z klecových chovů odebírat.
Po zveřejnění záběrů provedla Státní veterinární správa sérii kontrol. Pořad 168 hodin zveřejnil po třech měsících pokračování reportáže, kde zaznělo i vyjádření mluvčího veterinární správy a provozovatelů některých chovů.
Z klecových chovů nyní pochází více než 80% českých vajec. V současné chvíli žije v ČR v klecových chovech téměř 5 milionů slepic. Tráví celý život v kleci, kde je jich cca dvacet, a na každou připadá prostor jen o málo větší než papír A4. Alternativou ke klecovým chovům jsou chovy bezklecové, mezi které patří chovy podestýlkové (halové), chovy s volným výběhem a bio (ekologické) chovy. Původ vejce označuje kód na jeho povrchu, kde první číslice odpovídá způsobu chovu.
V srpnu 2018 zveřejnila agentura Median výsledky červencového průzkumu veřejného mínění. Podle jeho výsledků si 86 % Čechů myslí, že v klecových chovech nejsou pro slepice vyhovující podmínky. Téměř tři čtvrtiny respondentů (73 %) požadují úplný zákaz chovu slepic v klecích a 60 % respondentů je přesvědčeno, že by obchody, restaurace a potravináři měli přestat vejce z klecových chovů odebírat.
Součástí kampaně je kromě vyjednávaní s velkými odběrateli vajec také informování veřejnosti prostřednictvím vystoupení v médiích a pořádání akcí, které slouží ke zvýšení povědomí o problematice klecových chovů. Jednou z nich byla např. „slepičí jízda“, která proběhla na konci srpna 2018 v Praze. Veřejnost má také možnost podepsat petici, a to jak online, tak i v papírové podobě na různých akcích, kterých se OBRAZ účastní nebo je sám pořádá. Do konce roku 2018 podepsalo petici na webu kampaně více než 53000 lidí.
Během roku 2018 reagovalo na výzvu kladně již více než 30 firem, které se zavázaly, že zcela přestanou využívat vejce z klecových chovů. Je mezi nimi i naprostá většina velkých obchodních řetězců. Konkrétně jde např. o firmy Kaufland, Lidl, Tesco, Albert, Globus, Penny Market, Marks&Spencer, COOP, Nestlé, Costa Coffee, Letiště Praha, Dr. Oetker, Rohlik.cz, Košík.cz a další.
Kampaň podporuje Ben Cristovao, který se postaral o mluvený komentář animovaného videa a vystoupil v reportáži pořadu Chcete mě České televize.

### Méně masa
Méně masa je informační kampaň, jejímž cílem je omezit celkovou spotřebu živočišných produktů. Z tohoto omezení mají mít podle OBRAZu prospěch zvířata, lidé i životního prostředí. Součástí je informační web, kde najdou zájemci jak informace o souvislostech a dopadech živočišné výroby, tak konkrétní rady, tipy a recepty. V rámci kampaně probíhají na území České republiky ochutnávky pro veřejnost. Dobrovolníci zde kolemjdoucím nabízejí jídla bez živočišných produktů a informace o tom, jak mohou změnit způsob stravování.

### Inspekce
Projekt umožňuje veřejnosti nahlásit případ týrání zvířat pomocí online formuláře. Podněty jsou poté buď přeposlány na příslušnou krajskou veterinární správu, nebo se OBRAZ pokusí případ zdokumentovat sám (s pomocí spolupracovníků). V odůvodněných případech může být podáno i trestní oznámení. Během dokumentace se spolek nesoustředí jen na porušení platných předpisů, ale také na případné špatné zacházení se zvířaty. Cílem je přispět ke snaze o celkové zlepšení zákonů na ochranu zvířat i ke všeobecné osvětě zejména o podmínkách zvířat v tzv. živočišné výrobě.

### Množírny psů
Na podzim 2016 zveřejnil OBRAZ záznamy z několika českých množíren psů. Na videu je více psů v nevyhovujících podmínkách. Ještě před zveřejněním byl podán podnět na prošetření Státní veterinární správě, která provedla předem nahlášenou kontrolu. Během ní se ale v místě vyskytoval pouze jeden pes. U další množírny se OBRAZ zaměřil na průkaz původu, který podle něj není nedostačujícím důkazem, že pes pochází z dobrých podmínek. Ani v tomto případě veterinární správa nezjistila žádné pochybení.
V září 2017 byly zveřejněny záběry z další množírny psů. Na záběrech jsou vidět psi na dvoře ve svých výkalech a se zanedbanou péčí o srst. Dokumentace byla předána veterinární správě a případ medializován.
Tyto případy jsou podle OBRAZu ukázkou nefunkční legislativy, kterou chce pomoci změnit. Spustil také petici proti množírnám psů, kterou chce využívat při vyjednávání.

## Dokončené kampaně

### Zákaz kožešinových farem
V březnu 2015 zveřejnil OBRAZ záběry z 8 českých kožešinových farem a spustil kampaň za jejich zákaz. Proběhla schůze s ministrem zemědělství Marianem Jurečkou, kde mezinárodní koalice Eurogroup for Animals a Fur Free Alliance (které sdružují 72 organizací na ochranu zvířat z celého světa) ministra vyzvaly, aby v ČR přijal zákaz chovu kožešinových zvířat. V následujících měsících se tématu věnovala řada českých médií.
V týdnu od 17. srpna 2015 uspořádal OBRAZ v Praze před Ministerstvem zemědělství akci Týden v kleci, která měla za cíl znovu upozornit na podmínky na českých kožešinových farmách a připomenout toto téma ministrovi. Celkem se v kleci po 8 hodinách vystřídalo 21 aktivistů.
Po zveřejnění záběrů provedla Státní veterinární správa na kožešinových farmách sérii mimořádných kontrol, při nichž neshledala žádné pochybení. V říjnu 2015 OBRAZ zveřejnil nové záběry, kterými chtěl ukázat, že se podmínky na těchto farmách nijak nezměnily.
Přibližně rok po spuštění kampaně, 11. března 2016, oznámila skupina více než 20 poslanců z šesti poslaneckých klubů podání návrhu zákona, který by v České republice zcela zakázal kožešinové farmy. Návrh podepsalo 50 poslanců.
V září 2016 adresovala skupina 42 biologů, veterinářů a odborníků na dobré životní podmínky zvířat poslancům otevřený dopis, ve kterém kritizují kožešinové farmy a přimlouvají se za jejich zrušení. Návrh zákona byl zařazen na program schůze Poslanecké sněmovny a v listopadu prošel prvním čtením.
V lednu 2017 se téma zákazu kožešinových farem projednávalo na semináři zemědělského výboru. Debaty se účastnili členové výboru a hosté. Po přerušení schůze doporučily výbory v březnu 2017 pozměňovací návrhy.
Nejhlasitější odpor proti návrhu zazníval z poslaneckého klubu hnutí ANO, v němž také v prvním čtení hlasovalo pro jeho okamžité zamítnutí nejvíce poslanců. OBRAZ následně zveřejnil záběry ze zabíjení lišek a norků na dvou českých kožešinových farmách, jejichž autenticitu v reportáži pořadu 168 hodin potvrdili přímo dotčení chovatelé. Spustil také akci s názvem výzva Babišovi, v rámci níž se občané obraceli přímo na Andreje Babiše a žádali jej o změnu politiky hnutí ANO v této otázce. V reakci na tuto výzvu přijal 4. dubna poslanecký klub hnutí ANO rozhodnutí, že jednotně podpoří zákaz kožešinových farem a připojí se k podporovatelům z řad poslanců, především z ČSSD a TOP 09.
28. dubna 2017 prošel návrh novely druhým čtením v poslanecké sněmovně. Během projednávání byly Zemědělským výborem a Výborem pro životní prostředí předloženy již dříve připravené pozměňovací návrhy.
Od poloviny května posílali občané poslancům své výzvy k podpoře zákazu kožešinových farem.
Před třetím čtením spustil OBRAZ akci Měsíc v kleci. Aktivisté spolku protestovali poblíž Poslanecké sněmovny na Malostranském náměstí. Po celý měsíc trávil vždy jeden z nich 12 hodin v kleci. Ta svou velikostí odpovídala po přepočtu na člověka velikosti klece pro lišku. Akci podpořil svou účastí např. herec Pavel Liška, který si sám vyzkoušel pobyt v kleci.
7. června 2017 schválili poslanci ve třetím čtení návrh zákona, který v Česku zakáže kožešinové farmy již od ledna 2019. Poslanci odmítli veškeré pozměňovací návrhy, které měly přechodné období prodloužit. Pro návrh hlasovalo 132 z přítomných 161 poslanců.
Před projednáním návrhu v Senátu proběhla další veřejná výzva Senátorům. Svou účastí v propagačním videu ji podpořil herec Václav Vydra. V červenci 2017 se pro sněmovní verzi vyslovilo 39 senátorů z přítomných 54, proti byli pouze 3 senátoři.
Prezident republiky návrh podepsal 1. srpna 2017. Zákon tak definitivně vstoupil v platnost a zbývající kožešinové farmy na území ČR ukončily svou činnost na konci ledna 2019.

Tematice zákazu kožešinových farem se v Česku v minulosti věnovaly i další organizace, především organizace Svoboda zvířat ve své kampani Proti srsti.

## Další aktivity

### Horko
Touto kampaní chce OBRAZ upozornit na problém zavírání psů do aut během letních veder. Psi se nepotí, jak potvrzuje Státní Veterinární Správa, přehřátí jim tak hrozí více než lidem. Stojí-li automobil na přímém slunci, teplota uvnitř může dosáhnout až dvojnásobku té venkovní. Proto OBRAZ vytvořil videoklip, v němž vystupuje herečka Patricie Solaříková, a připravil také návod, jak v těchto případech postupovat.

### Bez rachejtlí
Projekt si klade za cíl otevřít debatu o dopadech hlasitých ohňostrojů a petard na volně žijící zvířata i domácí mazlíčky. Státní Veterinární Správa uvádí, že psi mají mnohonásobně citlivější sluch než lidé a mohou se polekat, utéci, zaběhnout se a ztratit se. Touto kampaní se spolek snaží propagovat alternativní způsoby oslav Nového roku.

### CARE konference
V říjnu 2018 uspořádal OBRAZ v Praze jeden z ročníků putovní evropské konference o právech zvířat – CARE (Conference on Animal Rights in Europe). Konala se v pražském Autoklubu a vystoupili zde řečníci z organizací věnujícím se problematice ochrany a práv zvířat. Většina programu proběhla v angličtině, část byla simultánně tlumočena do češtiny.